# Shawn Crahan
Michael Shawn Crahan (Des Moines, Iowa, 24 de setembro de 1969) mais conhecido como Clown, é um músico e produtor musical norte-americano. Ele é o co-fundador e um dos percussionistas da banda de nu metal Slipknot, no qual é designado como #6. Crahan ajudou a fundar o Slipknot em 1995 ao lado do baixista Paul Gray e do ex-vocalista Anders Colsefni. Crahan é o membro original mais antigo da banda, além de possuir amplo envolvimento com a produção musical e videoclipes do Slipknot.
Fora do Slipknot, Crahan teve outras duas bandas de projetos paralelos chamadas To My Surprise e Dirty Little Rabbits. Além de sua atividade musical, ele também dirigiu o filme de ação Officer Downe, lançado em 2016.

## Carreira

### Com o Slipknot

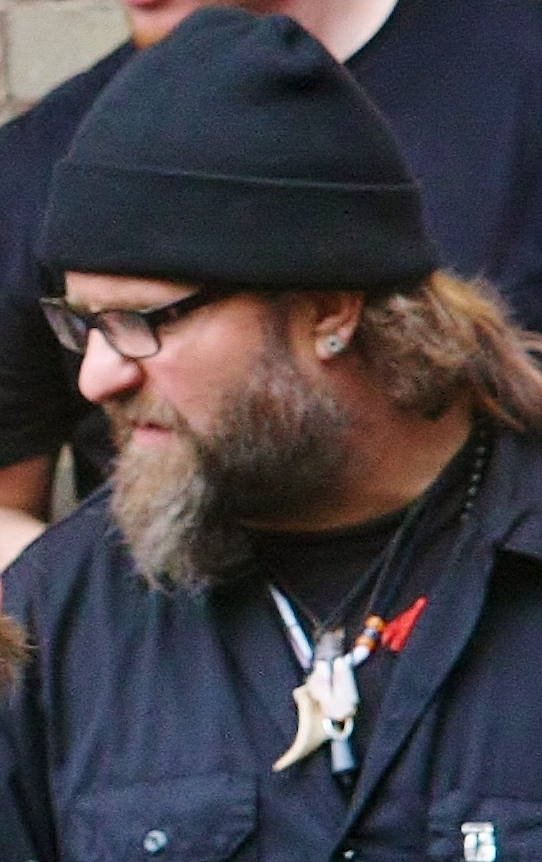
Crahan em 2011.

Em 1995, Crahan formou uma banda de metal chamada Pale Ones com o músico Paul Gray, no qual ele era o baterista. Querendo expandir a seção de percussão de banda, Crahan trouxe Joey Jordison para assumir a bateria enquanto ele passaria para a percussão. O vocalista original, Anders Colsefni, tocava um segundo kit de percussão, dando às músicas uma sensação que a Rolling Stone classificou como "sufocante". Em 1996, eles uma lançaram uma música chamada "Slipknot", e por sugestão de Joey, a banda foi renomeada para Slipknot, no qual lançaram seu primeiro álbum. Mais tarde, este álbum seria reconhecido pela banda como sua demo. Crahan sentiu que o vocalista original do Slipknot era muito gutural e a principal razão para a incapacidade da banda em conseguir um contrato com uma gravadora. Ele então trouxe Corey Taylor, que era o vocalista de uma outra banda local chamada Stone Sour, cujos vocais eram mais melódicos. O Slipknot conseguiu um contrato com uma gravadora alguns anos depois e lançou seu primeiro álbum oficial em 1999. O Slipknot ganhou grande notoriedade no mesmo ano ao tocar no Ozzfest. Nos primeiros anos do Slipknot, Crahan trouxe várias cabeças de vacas mortas para o palco.
Além de se apresentar como percussionista, Crahan também foi vocal de apoio em várias músicas que o Slipknot gravou e tocou ao vivo. Ele também escreveu o rascunho original da música "Tattered & Torn", que apareceu originalmente no primeiro álbum da banda,  Mate. Feed. Kill. Repeat., que contou com o vocalista original do Slipknot antes do Corey Taylor assumir os vocais da banda. Uma segunda versão de "Tattered & Tom" foi lançada em seu álbum autointitulado.
Fora do Slipknot, Crahan fundou a Big Orange Clown Records, uma gravadora subsidiária da Sanctuary Records. Em seu quadro de artistas, a gravadora conta com a banda de metalcore Gizmachi. Ele também atuou como diretor e dirigiu o DVD Voliminal: Inside the Nine enquanto a banda estava em hiato.
Ele também se apresentou com a banda To My Surprise, gravando a guitarra e os vocais para seu álbum de estreia, lançado em 2003. A banda recebeu pouco interesse do público devido ao seu álbum ter sido lançado em meio ao sucesso dos projetos paralelos de outros membros do Slipknot, como o Stone Sour e Murderdolls. A banda To My Surprise foi posteriormente dispensada pela Roadrunner Records. Em 2007, Crahan começou a se apresentar como baterista do Dirty Little Rabbits. A banda passou a abrir os shows do Stone Sour durante sua  turnê norte-americana no verão de 2007, e posteriormente lançaram um EP intitulado Breeding. Em novembro de 2008, a banda assinou com a The End Records.
Em 2009, ele contribuiu para o álbum Suicide Season: Cut Up! do Bring Me the Horizon ao remixar a música "Sleep With One Eye Open". Ainda em 2009, Crahan remixou a música "Welcome Home" do Coheed and Cambria e uma música do Suicide Silence no EP Wake Up, intitulada "Wake Up (Clown of Slipknot Remix)". Em 2010, ele contribuiu para o álbum This War Is Ours da banda Escape the Fate ao remixar a música "This War Is Ours (The Guillotine Part II)", e em 2011 ele remixou "Angels of Clarity" da banda Dead by April. Crahan confirmou a formação de um novo projeto paralelo chamado The Black Dots of Death, que lançou seu primeiro álbum de estúdio Ever Since We Were Children no dia 28 de março de 2011. Ele é o diretor de muitos outros videoclipes, DVDs e projetos artísticos do Slipknot. Ele também dirigiu o videoclipe "We Are" da banda Hollywood Undead.
Crahan também apareceu em The Devil's Carnival, um longa-metragem dirigido por Darren Lynn Bousman.

### Carreira cinematográfica
Em junho de 2016, Crahan fez sua estreia como diretor de filmes após o lançamento de Officer Downe, um filme de ação baseado na história em quadrinhos Officer Downe, escrita por Joe Casey e ilustrada por Chris Burnham.

### Como produtor
Crahan participou de vários outros empreendimentos relacionados à música e atuou como produtor executivo no álbum L.D. 50 da banda Mudvayne e no álbum de estreia da banda Downthesun. Ele também foi brevemente dono de uma gravadora chamada Maggot Recordings, que existiu entre 2001 e 2002 como uma subsidiária da London-Sire Records, uma gravadora da Warner Music Group na época. O único trabalho assinado pela gravadora foi o álbum da banda Downthesun. A gravadora foi extinta após o colapso da London-Sire em janeiro de 2002. O álbum de estreia da banda Downthesun, que estava programado para ser lançado em fevereiro de 2002 pela gravadora, foi finalmente lançado pela Roadrunner em outubro do mesmo ano.

## Discografia

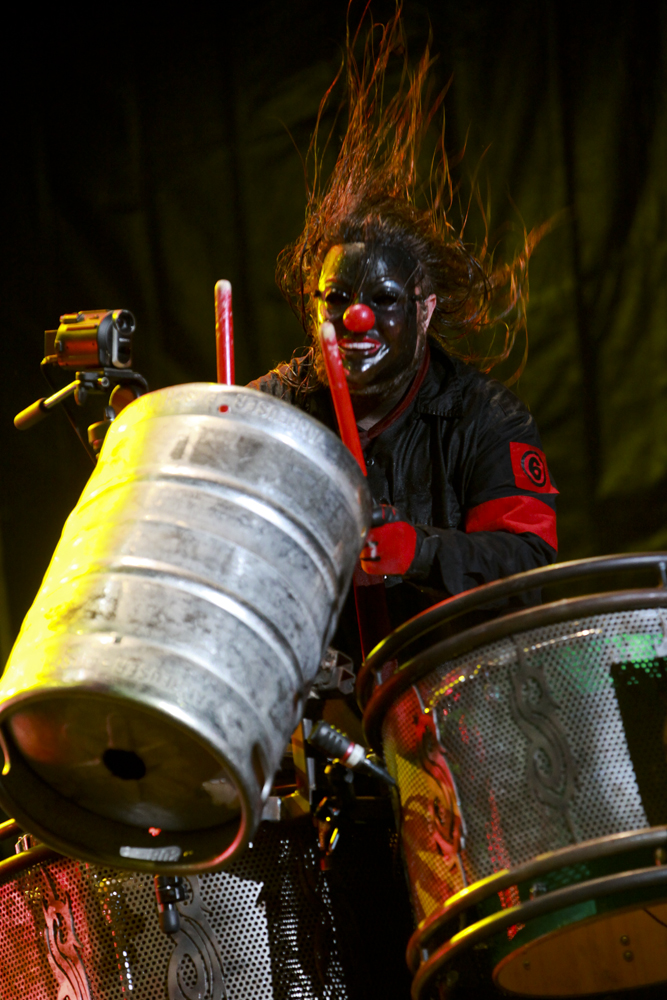
Crahan performando com o Slipknot em 2009.

### Com o Slipknot
- 1996 - Mate. Feed. Kill. Repeat. (demo)
- 1999 - Slipknot
- 2001 - Iowa
- 2004 - Vol. 3: (The Subliminal Verses)
- 2008 - All Hope Is Gone
- 2014 - .5: The Gray Chapter
- 2019 - We Are Not Your Kind
- 2022 - The End, So Far

### Com o To My Surprise
- 2003 - To My Surprise

### Com o Dirty Little Rabbits
- 2007 - Breeding
- 2009 - Simon
- 2010 - Dirty Little Rabbits

### Com o Black Dots of Death
- 2011 - Ever Since We Were Children

### Participações especiais e remixes
- 2002 - American Head Charge - "Just So You Know" (Clown #6 from Slipknot Remix)
- 2008 - Mindless Self Indulgence - "Pay for It" (The Son of a Clown Remix)
- 2008 - Darren Smith & Terrance Zdunich - "Repo! The Genetic Opera"
- 2009 - Marilyn Manson - "Arma-goddamn-motherfuckin-geddon" (Clown/Slipknot Fuck the God Damn TV and Radio Remix)
- 2009 - Coheed and Cambria - "Clown's Welcome Home" (Shawn Crahan Remix)
- 2009 - Dead by April - "Angels of Clarity" (Shawn 'Clown' Crahan Remix)
- 2009 - Bring Me the Horizon - "Sleep With One Eye Open" (Clown Remix)
- 2010 - Suicide Silence - "Wake Up" (Clown of Slipknot Remix)
- 2010 - Escape the Fate - "This War Is Ours (The Guillotine Part II)" (This War Is Mine)
- 2010 - Hesta Prynn - "Pepper"
- 2011 - On a Pale Horse - "Walks With Death" (Clown / M Shawn Crahan Remix), "Steps" (Clown / M Shawn Crahan Remix)
- 2011 - Austra - "Beat and the Pulse" (Clown Remix)
- 2013 - Free Dominguez - "Darkest Rivers" (Psychosis Industries: M. Shawn Crahan and Kyle Sherrod "Below the Surface" Remix)
- 2013 - Hooverphonic - "Shake The Disease" (Shawn "Clown" From Slipknot Edit The Shake Remix)

## Álbuns produzidos
- 2000 - L.D. 50 - Mudvayne
- 2001 - Invitation to the Dance - 40 Below Summer
- 2002 - Downthesun - Downthesun
- 2003 - To My Surprise - To My Surprise
- 2005 - The Imbuing - Gizmachi
- 2008 - Dirtfedd - Dirtfedd

## Filmografia
- 1999 - Welcome to Our Neighborhood
- 2002 - Disasterpieces
- 2002 - Rollerball
- 2006 - Voliminal: Inside the Nine
- 2008 - Repo! The Genetic Opera - percussão
- 2008 - Nine: The Making of "All Hope Is Gone
- 2010 - (sic)nesses
- 2011 - Goat
- 2012 - The Devil's Carnival
- 2012 - A Beary Scary Movie
- 2012 - We Are (videoclipe do Hollywood Undead)
- 2013 - A M E R I C A (videoclipe do Motionless in White)
- 2015 - The Vatican Tapes
- 2016 - Officer Downe (diretor)
- 2017 - Day of the Gusano: Live in Mexico (diretor)
- 2020 - Pollution - curta-metragem (diretor)